# Sant'Agata (Plaisance)
Pour les articles homonymes, voir Sant'Agata.
Sant'Agata est un hameau (frazione en italien) situé à faible distance de la ville de Villanova sull'Arda dans la province de Plaisance, région d'Émilie-Romagne, Italie, à laquelle il est administrativement rattaché. La localité doit sa notoriété au fait d’être le lieu de résidence du compositeur Giuseppe Verdi de 1851 à la fin de sa vie en 1901.

## Situation géographique
Sant'Agata est située dans la Bassa padana limitée par le Pô et l'Ongina, à l'extrême Nord-Est de la Province de Plaisance sur le territoire de la commune de Villanova sull'Arda traversée par l'Arda.

## Agriculture
Les cascine alentour se consacrent à la culture des arbres fruitiers et plus particulièrement à celle des cerisiers et des pommiers. 

## Culture

### Villa Verdi

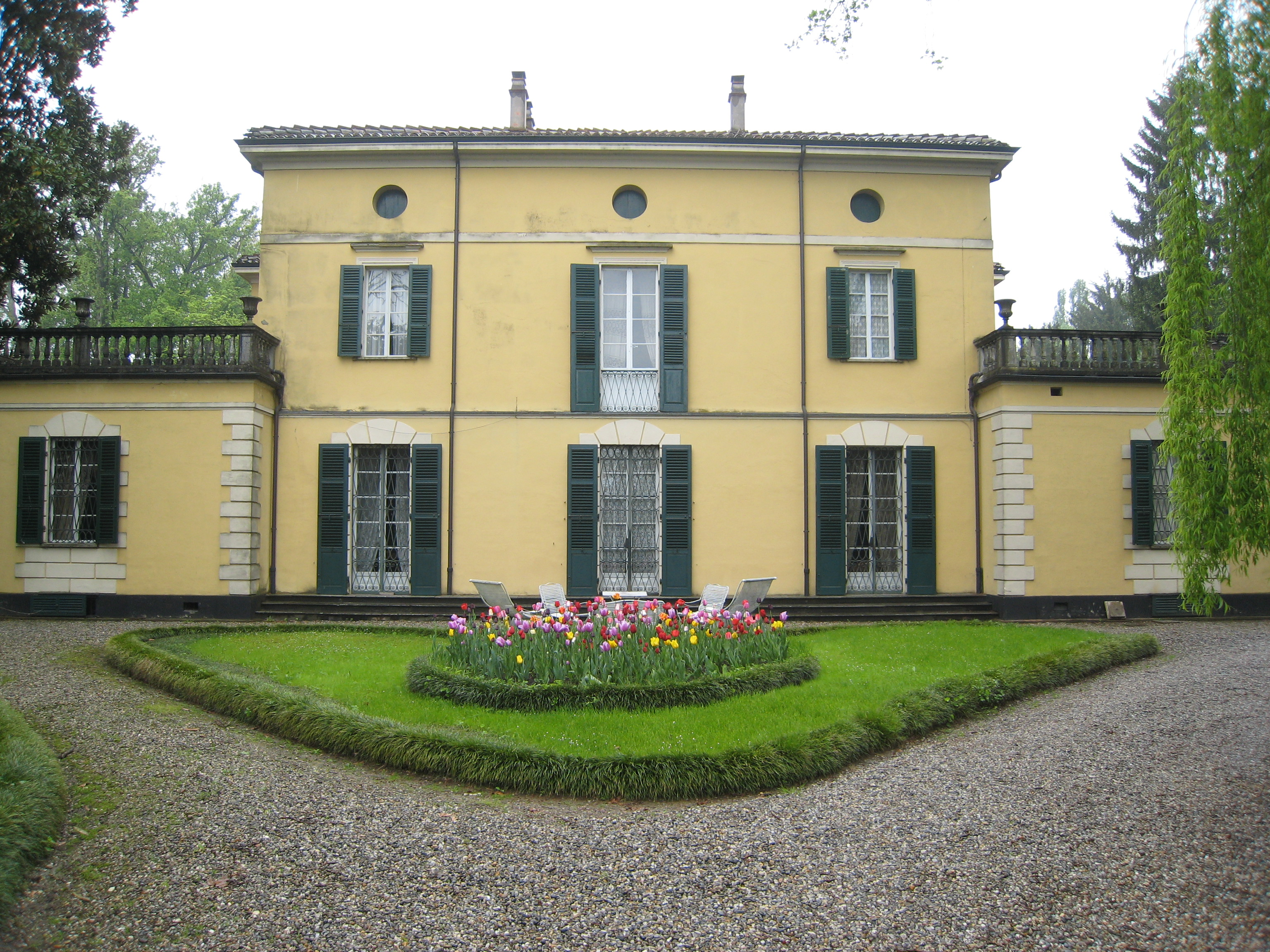
La villa Verdi à Sant'Agata

Le domaine de la villa Verdi acquis par Verdi en 1848 n'est pas très éloigné, du hameau des Roncole où il est né en 1813, ni de la commune de Busseto où il vécut avant de s'installer à Milan. Le compositeur et son épouse Giuseppina Strepponi ont vécu à la villa Verdi de 1851 à la fin de leur vie. Le domaine est désormais la propriété des descendants de Maria Filomena Verdi, la petite cousine de Verdi que le compositeur avait adoptée. 

### Château de San Pietro in Cerro
À quelques kilomètres se trouve le Château de San Pietro in Cerro (it) accueillant dans la commune du même nom le Museum in Motion (it) qui présente une importante collection d'œuvres d'art contemporain réunies par le propriétaire et mécène,.